# Boortmeerbeek
Boortmeerbeek est une commune néerlandophone de Belgique située en Région flamande dans la province du Brabant flamand.

## Sections de commune
| # | Nom           | Superf. (km²). | Habitants (2020). | Habitants par km² | Code INS |
| - | ------------- | -------------- | ----------------- | ----------------- | -------- |
| 1 | Boortmeerbeek | 9,67           | 6.161             | 637               | 24014A   |
| 2 | Hever         | 8,99           | 6.647             | 720               | 24014B   |

## Histoire

### L'attaque du20econvoi
Au mois d'avril 1943 le Convoi n° 20 parti de Malines à destination du camp d'extermination d'Auschwitz en Troisième Reich fut arrêté par trois jeunes résistants permettant ainsi des juifs emprisonnés de s'évader.

## Héraldique
|  | La commune possède des armoiries qui lui ont été octroyées le 7 octobre 1985. Elles proviennent des armoiries des barons de Meester de Ravestein. Ces armoiries étaient déjà utilisées par Hever, commune fusionnée avec Boortmeerbeek en 1977. Les armoiries de Hever lui avaient été octroyées le 28 mai 1956. Elles provennaient des armoiries des barons de Meester de Ravestein, propriétaires du domaine de Ravestein dans la commune au XVIIIe siècle. De 1818 à 1853, Constantijn de Meester van Ravestein était le bourgmestre de Hever. Blasonnement : De sable à neuf besants posés en croix. L'écu surmonté d'un heaume d'argent grillé, colleté et liseré d'or, doublé et attaché de gueules, à la torque et au lambrequin d'or et de sable; cimier: les besants de l'écu accostés d'un vol éployé de sable. - Délibération communale : 15 février 1982 - Arrêté de l'exécutif de la communauté : 7 octobre 1985 - Moniteur belge : 8 juillet 1986 Source du blasonnement : Heraldy of the World. |

## Démographie

### Démographie: Avant la fusion des communes
- Source: DGS recensements population

### Démographie: Commune fusionnée
Graphe de l'évolution de la population de la commune (la commune de Boortmeerbeek étant née de la fusion des anciennes communes de Boortmeerbeek et de Hever, les données ci-après intègrent les deux communes dans les données avant 1977).
Les chiffres des années 1831 à 1970 tiennent compte des chiffres des anciennes communes fusionnées.
- Source: DGS , de 1831 à 1981=recensements population; à partir de 1990 = nombre d'habitants chaque 1 janvier[3]

## Économie
La Brasserie Haacht, importante brasserie belge située à Boortmeerbeek, brasse la Primus.